# Frankie Drake Mysteries
Frankie Drake Mysteries è una serie televisiva canadese creata da Carol Hay e Michelle Ricci, Trasmessa dal 2017 al 2021 su CBC.

## Trama
La serie segue Frankie Drake, un'investigatrice privata che opera a Toronto negli anni venti del XX secolo.

## Episodi
| Stagione         | Episodi | Prima TV Canada | Prima TV Italia |
| ---------------- | ------- | --------------- | --------------- |
| Prima stagione   | 11      | 2017-2018       | 2018-2019       |
| Seconda stagione | 10      | 2018            | 2019            |
| Terza stagione   | 10      | 2019            | inedita         |
| Quarta stagione  | 10      | 2021            | inedita         |

## Personaggi e interpreti

### Personaggi principali
- Franke Drake, interpretata da Lauren Lee Smith, doppiata in italiano da Emanuela Damasio.[1]
- Trudy Clarke, interpretata da Chantel Riley, doppiata in italiano da Roberta De Roberto.[1]
- Mary Shaw, interpretata da Rebecca Liddiard, doppiata in italiano da Chiara Oliviero.[1]
- Flo Chakowitz, interpretata da Sharron Matthews, doppiata in italiano da Rachele Paolelli.[1]

### Personaggi ricorrenti
- Nora Amory, interpretata da Wendy Crewson, doppiata in italiano da Alessandra Korompay.[1]
- Mildred Clarke, interpretata da Karen Robinson.[1]
- Bill Peters, interpretato da Romaine Waite, doppiato in italiano da Gianluca Crisafi.[1]
- Jacob Clarke, interpretato da Thamela Mpumlwana, doppiato in italiano da Tito Marteddu.[1]
- Wendy Quon (stagioni 1-3), interpretata da Grace Lynn Kung, doppiata in italiano da Francesca Rinaldi.[1]
- Tickles Malone (stagioni 1-3), interpretato da Richard Walters.[1]
- Moses Page (stagioni 1-3), interpretato da Emmanuel Kabongo, doppiato in italiano da Francesco De Francesco.[1]
- Ernest Hemingway (stagione 1), interpretato da Steve Lund, doppiato in italiano da Daniele Raffaeli.[1]
- Rose Adams (stagione 1), interpretata da Bracken Burns, doppiato in italiano da Chiara Gioncardi.[1]
- Detective Grayson (stagione 2), interpretato da Anthony Lemke, doppiato in italiano da Roberto Certomà.[1]
- Alessandro Contento (stagione 4), interpretato da Johnathan Sousa.[1]
- Steven Reid (stagione 4), interpretato da Ben Sanders.[1]
- Harvey Lyle (stagione 4), interpretato da Patrick Garrow.[1]
- Sebastian West (stagione 4), interpretato da Mac Fyfe.[1]

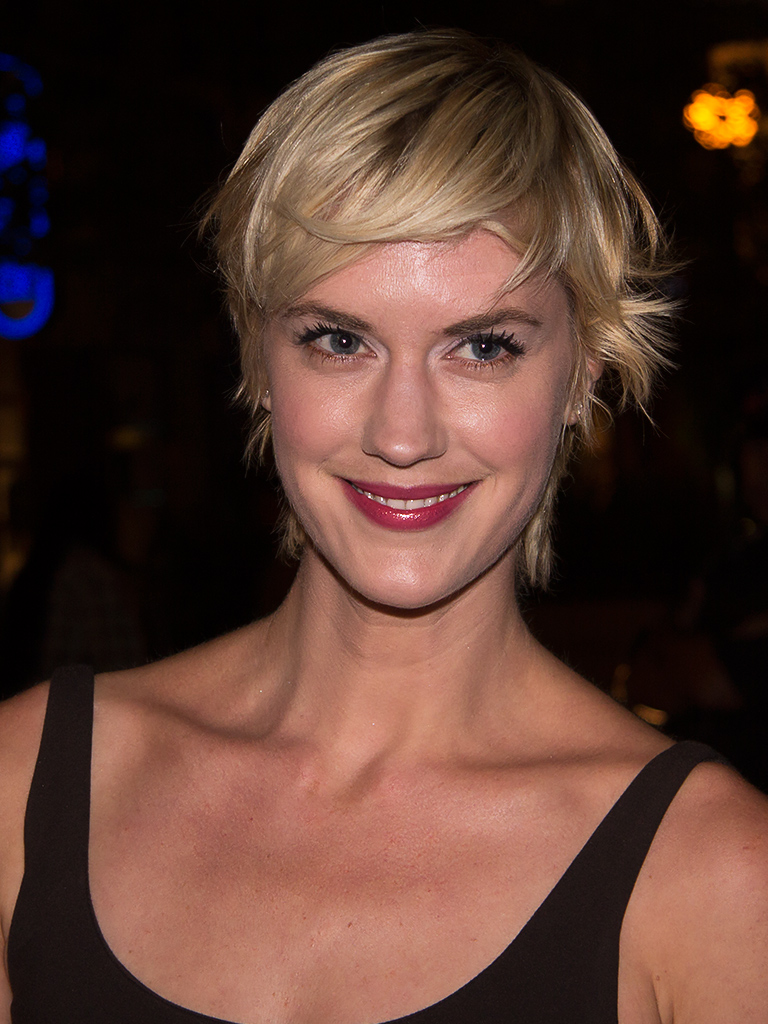
Lauren Lee Smith
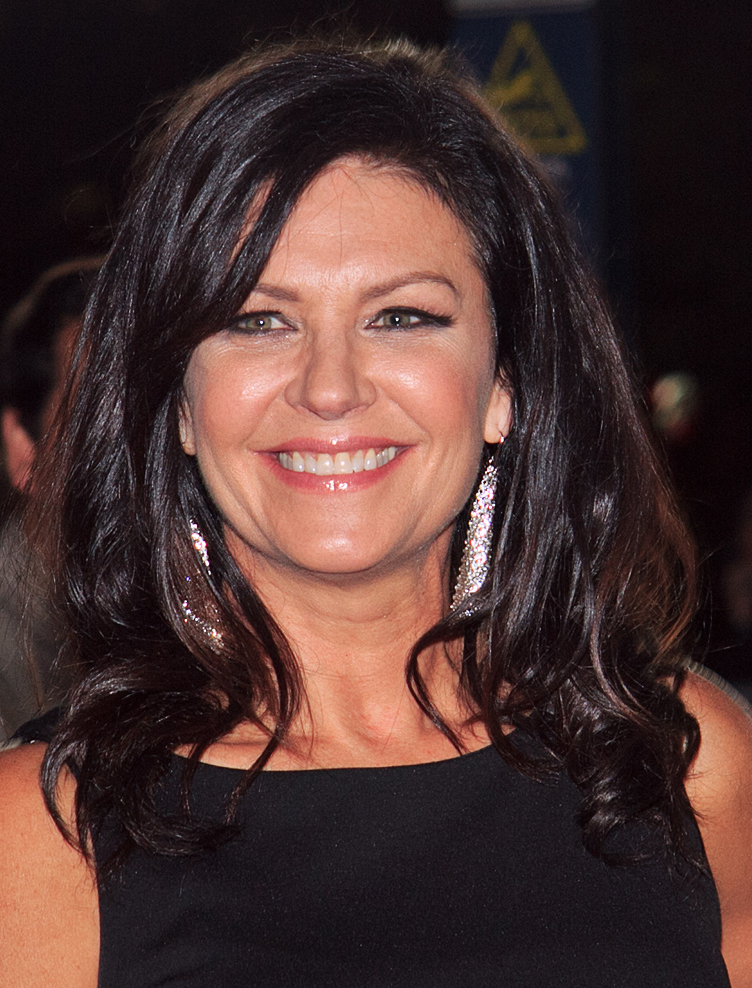
Wendy Crewson

## Produzione
La serie è stata creata da Carol Hay e Michelle Ricci; entrambe sono anche scrittrici e produttrici e avevano già lavorato insieme alla serie I misteri di Murdoch. È prodotta dalla Shaftesbury Films.
Il 28 febbraio 2021 CBC ha annunciato la cancellazione della serie.

## Distribuzione
In Canada, la serie è stata trasmessa dal 6 novembre 2017 all'8 marzo 2021 su CBC.
In Italia, le prime due stagioni della serie sono andate in onda dal 21 dicembre 2018 al 25 aprile 2019 su Fox Crime. In chiaro, è stata trasmessa su Paramount Network dal 5 giugno 2019.

## Accoglienza
La serie ha ricevuto recensioni generalmente positive dalla sua uscita. John Doyle di The Globe and Mail ha commentato "grazie al suo fascino, ai vestiti, alle gonne, ai mobili meravigliosi, è un intrattenimento spaventosamente buono". Johanna Schneller del Toronto Star ha scritto che "i messaggi nella serie CBC a volte rimangono impressi ed è divertente vedere le donne gestire il proprio spettacolo".